# Fish Out of Water (album)
Pour les articles homonymes, voir Fish Out of Water (film) et Fish Out of Water (film, 2009).
Fish Out Of Water est le premier album solo du bassiste Chris Squire. Cet album, sorti en 1975, est le premier en solo de Chris Squire, le second Chris Squire's Swiss Choir est sorti en 2007. À noter la présence de Bill Bruford à la batterie et de Patrick Moraz, à l'orgue et au synthétiseur, de Yes comme musiciens invités. Tous les titres furent composés et écrits par Chris, qui assura aussi la basse, la guitare 12 cordes sur la chanson Lucky Seven, ainsi que le chant. Aussi présents sur cet album, Andrew Pryce Jackman au piano et à la direction de l'orchestre, qui fut originellement le claviériste du groupe The Syn (avec lesquels jouaient aussi Chris Squire et Peter Banks avant de former Yes). Jimmy Hastings le flûtiste, a joué avec Caravan, Soft Machine, National Health et Hatfield And The North, des formations associées au mouvement de l'école de Canterbury. Mel Collins a joué avec King Crimson et Camel, quant à Barry Rose, il sera éventuellement l'organiste lors du mariage du Prince Charles et de Diana, Princesse du pays de Galles, le 29 juillet 1981. Il a aussi été choriste tout comme Chris et Andrew Pryce Jackman pour l'église de St Andrew à Kingsbury, il est chargé de la direction de la chorale de garçons sur cet album. 
L'album a été réédité en 2018 sur le label Cherry Red Records avec 2 CD, le premier CD inclut l'album tel qu'il est sorti en 1975 avec le mix original. Le deuxième CD inclut l'album toujours avec le mix original, plus deux pièces bonus, soit le single Run With The Fox que Chris a réalisé avec Alan White, ainsi que la version instrumentale Return With The Fox que l'on retrouvait en face B du single. 

## Titres des chansons
1. « Hold Out Your Hand » – 4:13
2. « You By My Side » – 5:00
3. « Silently Falling » – 11:27
4. « Lucky Seven » – 6:54
5. « Safe (Canon Song) » – 14:56

## Réédition en 2018 avec un CD supplémentaire
- Disque 2 - :
- 1 - Hold Out Your Hand/You By My Side
- 2 - Silently Falling
- 3 - Lucky Seven
- 4 - Safe (Canon Song)
- 5 - Lucky Seven(Single Version)
- 6 - Silently Falling (Single Version)
- 7 - Run With The Fox
- 8 - Return Of The Fox

## Musiciens
- Chris Squire - Chant, chœurs, basse, guitare 12 cordes sur 3 et 5
- Andrew Pryce Jackman - Piano électrique et acoustique, orchestrations, direction de l'orchestre
- Patrick Moraz - Orgue et synthétiseur basse sur 3
- Barry Rose - Orgue de la Cathédrale St-Paul sur 1
- Mel Collins - Saxophone ténor sur 3, sax alto et soprano sur 4
- Jimmy Hastings - Flûte sur 2
- Julian Gaillard - premier violon
- John Wilbraham - premier cuivre
- Jim Buck - premier cor
- Adrian Bett - premier bois
- Nikki Squire - Chœurs sur 1
- Bill Bruford - Batterie et percussions

## Musicien additionnel
- Alan White : Batterie, piano, claviers, chœurs sur Run With The Fox et Return Of The Fox sur la réédition 2018.